# Hannes Hartenstein
Hannes Hartenstein (* 1970) ist ein deutscher Informatiker. Er ist Professor der Fakultät für Informatik am Karlsruher Institut für Technologie (KIT).

## Leben
Hartenstein legte im Jahr 1995 sein Diplom in Mathematik an der Universität Freiburg ab und promovierte 1998 am dortigen Institut für Informatik. Während dieser Zeit war er im Institut als Wissenschaftlicher Mitarbeiter tätig. Von 1999 bis 2003 arbeitete er in der Forschungsabteilung der Netzwerk-Labore von NEC Europe Ltd. mit. Er ist Experte für drahtlose Ad-hoc-Netzwerke zur automatischen Kommunikation zwischen Straßenfahrzeugen im Verkehrsfluss, um beispielsweise sensor-gesteuert Kollisionen zu vermeiden. In diesem Zusammenhang war er auch Projektleiter für das BMBF-geförderte Projekt „Fleetnet“. Bei Gründung des Scientific Computing Center (ehemals Steinbuch Centre for Computing) im Jahr 2008 war er einer der vier Direktoren.
Er ist Leiter der Forschungsgruppe „Dezentrale Systeme und Netzdienste“ am Institut für Informationssicherheit und Verlässlichkeit (KASTEL) des Karlsruher Instituts für Technologie (KIT).